# Vorverfahren
Ein Vorverfahren ist
1. ein Verfahren, bei dem eine Behörde eine von ihr getroffene Entscheidung noch einmal überprüft, bevor ein gerichtliches Verfahren stattfindet,
2. eine Möglichkeit des Bürgers, sich gegen einen Verwaltungsakt, umgangssprachlich auch als Bescheid bezeichnet, (Anfechtungswiderspruch) oder gegen die Ablehnung eines Verwaltungsaktes (Verpflichtungswiderspruch) zu wehren, und
3. Voraussetzung für die Zulässigkeit einer nachfolgenden Anfechtungsklage oder Verpflichtungsklage.

Das Vorverfahren heißt im Bereich der allgemeinen Verwaltung und der Sozialverwaltung Widerspruchsverfahren. In Abgabenangelegenheiten und im Patentrecht nennt sich das Vorverfahren Einspruchsverfahren. Das Vorverfahren im Klageerzwingungsverfahren heißt Beschwerdeverfahren.
Das Vorverfahren ist zu unterscheiden von Gegenvorstellung, Fachaufsichtsbeschwerde und Dienstaufsichtsbeschwerde.

## Zweck und Bedeutung des Vorverfahrens
Das Vorverfahren hat eine rechtliche Doppelnatur. Einerseits ist es ein in der Verwaltungsgerichtsordnung (VwGO) bzw. im Sozialgerichtsgesetz (SGG) geregeltes Vorverfahren, welches für die Zulässigkeit einer Anfechtungs- oder Verpflichtungsklage erforderlich ist. Andererseits ist es auch ein Verwaltungsverfahren. Das zeigt sich schon dadurch, dass das Vorverfahren nicht durch das Gericht, sondern durch die für den ursprünglichen Verwaltungsakt oder Antrag zuständige Behörde selbst oder die ihr zugeordnete Widerspruchsbehörde durchgeführt wird. Wegen dieser Doppelnatur stellt sich im verwaltungsrechtlichen Verfahren die Frage, ob für die rechtliche Ausgestaltung die Bundesrepublik Deutschland mit der Verwaltungsgerichtsordnung sachlich zuständig ist oder ob das Vorverfahren Gegenstand der Verwaltungsverfahrensgesetze des Bundes (VwVfG) oder aber der Länder ist. Eine Bewertung muss beispielsweise bei der Fristberechnung für den Widerspruch oder bei der Verböserung des Ausgangsbescheids durch den Widerspruchsbescheid erfolgen.
Das Vorverfahren dient aber auch dem Bürger. Er kann, vor allem wenn er subjektiv betroffen ist, durch ein Vorverfahren auch einen unzweckmäßigen rechtmäßigen Verwaltungsakt angehen, während er bei einer gerichtlichen Überprüfung nur die Widerrechtlichkeit des Verwaltungsaktes anführen kann. Auch die Entlastung der Gerichte wird bezweckt.

## Wirkung des Vorverfahrens
Die für den Bürger wichtigste rechtliche Wirkung des auch Widerspruchsverfahren genannten Vorverfahrens besteht in seinem Suspensiveffekt. Einen Monat nach Bekanntgabe oder gesetzlich angenommener Voraussetzung, er sei bekanntgegeben worden (Surrogation), wird ein Verwaltungsakt formal bestandskräftig, es sei denn, der Betroffene hat Widerspruch eingelegt und somit das Vorverfahren in Gang gebracht. Die durch den Widerspruch eingeleitete aufschiebende Wirkung verhindert in der Regel die Vollstreckung des Verwaltungsakts im Wege der verwaltungsrechtlichen Zwangsvollstreckung. Das gilt nicht für die Beitreibung öffentlicher Abgaben und Kosten, für unaufschiebbare Maßnahmen von Polizeivollzugsbeamten oder den Widerspruch eines Nachbarn gegen eine Baugenehmigung. Trotz des Widerspruchs kann die Behörde, die den anzufechtenden Verwaltungsakt erlassen hat, oder die Widerspruchsbehörde die Wiedereinsetzung der aufschiebenden Wirkung anordnen, wenn das überwiegende Interesse eines Beteiligten oder das gemeine Wohl es erfordert. Der Bürger kann durch einstweiligen Rechtsschutz die Herstellung oder Wiederherstellung der aufschiebenden Wirkung des Widerspruchs bei der Ausgangsbehörde, der Widerspruchsbehörde oder bei dem Gericht der Hauptsache beantragen. Das Einspruchsverfahren löst keine aufschiebende Wirkung aus.
Die Einlegung eines Widerspruchs oder eines Einspruchs ist nach § 68 VwGO, § 78 SGG, § 44 Abs. 1 FGO Sachurteilsvoraussetzung einer Anfechtungs- und einer Verpflichtungsklage. Reagiert die Behörde auf den Widerspruch längere Zeit überhaupt nicht, kommt eine Untätigkeitsklage gemäß § 75 VwGO, § 88 SGG, § 46 Abs. 1 FGO in Betracht. Die Finanzbehörde kann auf die Durchführung des Einspruchsverfahrens gegenüber dem Gericht verzichten.
Eine weitere Wirkung des Widerspruchsverfahrens besteht in dem dadurch aufschiebend bedingten Devolutiveffekt, dass die den angefochtenen Verwaltungsakt erlassende oder einen beantragten solchen verweigernde Behörde dem Widerspruch nicht abhilft. Dem Einspruchsverfahren ist der Devolutiveffekt fremd.

## Das verwaltungs- und sozialrechtliche Widerspruchsverfahren

### Widerspruchsführer
Berechtigt zur Erhebung des Widerspruchs ist, wer Beschwerter ist (§ 70 Abs. 1 Satz 1 VwGO, § 84 SGG). Beschwerter ist, wer geltend machen kann, durch einen rechtswidrigen oder unzweckmäßigen Verwaltungsakt oder die rechtswidrige Unterlassung eines solchen in eigenen Rechten verletzt zu sein (§ 42 Abs. 2, § 68 Abs. 1 Satz 1, Abs. 2, § 70 Abs. 1 S. 1 VwGO). Das kann sein
- der Adressat eines Verwaltungsakts
- ein außenstehender Dritter, der durch die Wirkungen des Verwaltungsakts in seinen Rechten nachteilig betroffen ist (sogenannter Drittwiderspruch).

Für die Zulässigkeit einer nachfolgenden Anfechtungs- oder Verpflichtungsklage ist nicht entscheidend, ob das Vorverfahren ordnungsgemäß durchgeführt worden ist, weil darauf der Widerspruchsführer keinen Einfluss hat. Maßgeblich ist, ob das Vorverfahren ordnungsgemäß durch den Betroffenen eingeleitet worden ist.

### Entbehrlichkeit des Widerspruchs
Die Durchführung eines Widerspruchsverfahrens ist gemäß § 68 Abs. 1 Satz 2 Nr. 1 VwGO, § 78 Abs. 1 Satz 1 SGG gegen Verwaltungsakte von obersten Bundes- oder Landesbehörden entbehrlich. Ein Widerspruchsverfahren finden nach § 68 Abs. 1 Satz 2 Nr. 2 auch nicht statt gegen Abhilfe- oder Widerspruchsbescheide, die erstmals die Beschwer eines Dritten enthalten.
- Beispiel: Bauherr B beantragt eine Baugenehmigung. Der Antrag wird abgelehnt. Auf seinen Widerspruch hin wird ihm die Genehmigung durch die Widerspruchsbehörde erteilt (Abhilfe). Dadurch sieht sich Nachbar N (Dritter) belastet (erstmalige Beschwer). Er muss nun unmittelbar Anfechtungsklage gegen die Baugenehmigung vor dem Verwaltungsgericht erheben. Umgekehrter Fall: Bauherr B erhält die begehrte Baugenehmigung. Sie wird jedoch auf den Widerspruch des Nachbarn N von der Widerspruchsbehörde aufgehoben. B ist als Dritter erstmals beschwert. Diesmal muss er unmittelbar vor dem Verwaltungsgericht Verpflichtungsklage auf Erteilung der Baugenehmigung erheben.

Nach der Rechtsprechung des Bundesverwaltungsgerichts kann zudem in bestimmten weiteren Fällen von einem Vorverfahren abgesehen werden. Das Vorverfahren ist hiernach vor allem dann entbehrlich, wenn aus dem Verhalten der Behörde zu entnehmen ist, dass ein Widerspruch erfolglos wäre.
Für das Sozialverwaltungsverfahren gilt darüber hinaus, dass das Vorverfahren nicht stattfindet, wenn ein Land, ein Sozialversicherungsträger oder einer seiner Verbände klagen wollen (§ 78 Abs. 1 Satz 2 Nr. 3 SGG).
§ 68 Abs. 1 Satz 2 VwGO ermächtigt die Länder, im Rahmen der konkurrierenden Gesetzgebung auf das Widerspruchsverfahren im Bereich der landeseigenen Verwaltung und der juristischen Personen des öffentlichen Rechts, welche der Aufsicht der Länder unterstehen, zu verzichten. Verschiedene Bundesländer haben von dieser Möglichkeit Gebrauch gemacht. Das gibt dem Bürger die Möglichkeit, in bestimmten Verfahren entweder sofort gerichtlich gegen einen Verwaltungsakt vorzugehen oder zwischen einem Vorverfahren und einer unmittelbaren Klage zu wählen. Das Gericht ist dabei wie üblich nicht auf eine Rechtmäßigkeitsüberprüfung beschränkt. Das mit einer Klage verbundene Kostenrisiko ist höher als im Falle eines Widerspruchsverfahren.

### Formerfordernisse: Frist, Form, Ort der Widerspruchseinlegung
Der Widerspruch muss form- und fristgerecht eingelegt werden. Aussagen zu Form und Frist enthalten § 70 Abs. 1 VwGO und § 84 SGG.

#### Frist

##### Länge der Frist
Der Widerspruch muss grundsätzlich innerhalb eines Monats bei der Behörde, die den anzufechtenden Verwaltungsakt erlassen hat, oder deren zuständiger Widerspruchsbehörde eingereicht sein (§ 70 Abs. 1 VwGO, § 84 Abs. 1 SGG). Im Sozialrecht beträgt im Falle der Bekanntgabe des Verwaltungsakts im Ausland die Frist zur Einlegung des Widerspruchs drei Monate (§ 84 Abs. 1 Satz 2 SGG). Die jeweilige Frist gilt allerdings nur, wenn der Ausgangsbescheid mit einer vollständigen und fehlerfreien Rechtsbehelfsbelehrung versehen ist. Fehlt die Rechtsbehelfsbelehrung völlig oder ist sie inhaltlich unrichtig, so verlängert sich die Frist auf 1 Jahr (§ 58 Abs. 2 VwGO, § 66 Abs. 2 SGG).

##### Fristbeginn
Der Fristlauf beginnt mit Bekanntgabe des Verwaltungsaktes. Die Bekanntgabe erfolgt grundsätzlich gemäß § 41 VwVfG durch förmliche Zustellung, durch öffentliche Bekanntgabe, mündliche Verkündigung oder Einwurf in den Briefkasten des Empfängers. Letzteres ist im Massenverwaltungsverfahren der Regelfall, wobei sich in der Praxis nicht selten Beweisschwierigkeiten ergeben, die sich im Zweifelsfall zu Lasten der Behörde auswirken.
Besonders zu beachten sind hier auch die Regeln der Bekanntgabe bei einer Zustellung mittels Postzustellungsurkunde, per Übergabe durch einen Bediensteten der Behörde oder auch bei einem außerhalb der 3-Tagesfiktion liegenden späteren Datum des Zugangs des Schreibens. Hier greifen die Sonderregelungen des § 4 VwZG (Verwaltungszustellungsgesetz).

##### Berechnung der Frist
Streitig ist, nach welchen Vorschriften sich die Frist berechnet. Wegen der rechtlichen Doppelnatur des Vorverfahrens kommt sowohl eine Fristberechnung nach den Vorschriften des VwVfG (§ 79, § 31 VwVfG) als auch eine Berechnung nach den Vorschriften der VwGO (§ 57 Abs. 2 VwGO, § 222 Abs. 2 Zivilprozessordnung (ZPO)) in Betracht. Die herrschende Meinung geht von der Berechnung nach §§ 79, 31 VwVfG aus, weil die Vorschrift zur Widerspruchsfrist (§ 70 Abs. 2 VwGO) nicht auf § 57 VwGO verweist. Im Ergebnis führen beide Meinungen zum selben Ergebnis, da sowohl § 31 VwVfG als auch § 222 Abs. 2 ZPO auf die §§ 187 ff. BGB weiterverweisen. Nach § 187 Abs. 1 BGB ist die Widerspruchsfrist eine Ereignisfrist.

##### Besonderheiten für den Drittwiderspruch
Für den Beschwerten, dem der ursprüngliche Bescheid nicht durch die Behörde bekanntgegeben worden ist, gilt die vorstehend wiedergegebene Frist nicht. In diesem Fall ist der Widerspruch zulässig, solange er sein Widerspruchsrecht nicht durch Verwirkung verloren hat. Verwirkt ist das Widerspruchsrecht, sobald mindestens ein Monat vergangen ist, seitdem der Dritte sichere Kenntnis von der an einen anderen (den Empfänger) gerichteten behördlichen Entscheidung hat oder diese für möglich halten kann und der Dritte während dieser Zeit durch sein Verhalten sowohl bei dem Adressaten als auch bei der Behörde den Eindruck erweckt hat, er sei mit der behördlichen Entscheidung einverstanden.

##### Heilung eines Fristversäumnisses durch Einlassung zur Sache
Umstritten ist, ob ein zu spät eingelegter Widerspruch bei sachlicher Entscheidung der Behörde geheilt ist. Dies hängt maßgeblich davon ab, worin der Zweck des Widerspruchsverfahrens gesehen wird. Nach einer Meinung liegt der Zweck vorrangig in der Entlastung der Gerichte. Da die VwGO zwingendes Prozessrecht beinhalte, könne die Behörde sich darüber nicht einseitig hinwegsetzen. Die Rechtsprechung hingegen sieht in dem Vorverfahren primär eine Möglichkeit der Selbstkontrolle der Verwaltung: Ihr soll es erneut möglich sein, die Rechtmäßigkeit und Zweckmäßigkeit einer Entscheidung zu überprüfen. Hierdurch soll auch die Gerichtsbarkeit entlastet werden. Die Fristenregelung dient somit allein dem Schutz der Verwaltung; wenn sie auf diesen Schutz verzichtet, kann die Versäumung der Widerspruchsfrist als geheilt angesehen werden.

#### Form
Der Widerspruch ist schriftlich oder zur Niederschrift zu erheben (§ 70 Abs. 1 VwGO, § 84 Abs. 1 SGG). Eine fernmündliche Widerspruchseinlegung genügt den Formerfordernissen nicht.

##### Schriftlich
Die schriftliche Erhebung des Widerspruchs erfolgt durch Abfassung eines Schriftstücks seitens des Widerspruchsführers oder seines Bevollmächtigten. Regelmäßig ist nach § 126 Abs. 1 BGB eine eigenhändige Unterschrift des Widersprechenden oder seines Bevollmächtigten erforderlich. Nach Auffassung des Bundesverwaltungsgerichts kann jedoch vom Erfordernis der Unterschrift abgesehen werden, wenn sich aus dem Widerspruchsschreiben und etwaigen Anlagen hinreichend sicher ergibt, dass das Schriftstück von dem Widersprechenden herrührt und von ihm willentlich in den Verkehr gebracht wurde.
Eine Widerspruchseinlegung durch Telefax, Fernschreiben (Telex) oder Telebrief genügt der Schriftform, dagegen durch einfache E-Mail – also ohne qualifizierte elektronische Signatur – nicht. Bei einer E-Mail mit qualifizierter elektronischer Signatur kann es anders sein; Voraussetzung dafür ist allerdings, dass der Empfänger – d. h. die Behörde, an die der Widerspruch zu richten ist – hierfür einen Zugang eröffnet hat (§ 3a Abs. 1 VwVfG). Diese Frage wird in den einzelnen Bundesländern noch unterschiedlich gehandhabt; gegebenenfalls ist eine vorherige Abklärung geboten. Im Besteuerungsverfahren ist seit dem 1. August 2013 gemäß § 357 Abs. 1 Satz 1 Abgabenordnung (AO) ein Einspruch durch einfache E-Mail gesetzlich zugelassen.
Fehlt die eigenhändige Unterschrift und ist sie nach dem eben Ausgeführten erforderlich, so kann sie grundsätzlich nachgeholt werden, allerdings nur innerhalb der Widerspruchsfrist. Die Behörde ist gehalten, entsprechende Hinweise abzugeben. Unterbleiben sie, kommt gegebenenfalls eine Wiedereinsetzung in den vorherigen Stand in Betracht.

##### Niederschrift
Einlegung zur Niederschrift bedeutet, dass der Widersprechende in der Behörde seinen Widerspruch mündlich formuliert, woraufhin ein zur Entgegennahme befugter Bediensteter diese Erklärung schriftlich niederlegt. Der Widersprechende muss dieses Schriftstück grundsätzlich unterzeichnen. Die Möglichkeit der Niederschrift wurde in erster Linie im Hinblick auf sprach- bzw. schriftunkundige Widersprechende geschaffen, um ihnen den Rechtsschutz nicht zu verwehren. Allerdings ist die Niederschrift nicht auf diesen Personenkreis beschränkt. Grundsätzlich kann jeder Beschwerte von der Möglichkeit der Niederschrift Gebrauch machen.

##### Inhalt des Widerspruchsschreibens
Inhaltlich sind nur geringe Anforderungen an ein Widerspruchsschreiben zu stellen. So muss der Widerspruch weder inhaltlich begründet werden, noch ist es erforderlich, das Schreiben ausdrücklich als „Widerspruch“ zu bezeichnen. Falsche Bezeichnungen wie „Einspruch“ oder „Beschwerde“ sind unschädlich; es kann sogar jede formale Bezeichnung des Schreibens fehlen. Es genügt, dass für die Behörde erkennbar ist,
- gegen welche Behördenentscheidung sich das Schreiben richtet und
- dass der Adressat mit der Entscheidung nicht einverstanden ist und eine Überprüfung verlangt.

Soweit der Widerspruch vom Widerspruchsführer inhaltlich begründet wird, ergeben sich daraus Hinweise für die Behörde, welchen Gesichtspunkt der Adressat genau rügt. Allerdings darf die Behörde die Überprüfung nicht auf die gerügten Aspekte beschränken und andere, nicht gerügte Fragen außer Acht lassen. Die Behörde muss vielmehr den gesamten Verwaltungsakt in allen seinen Bestandteilen auf die Recht- und Zweckmäßigkeit hin überprüfen, unabhängig von dem konkreten Vortrag des Widersprechenden. Der Widerspruch hat daher auch dann Erfolg, wenn der Widersprechende einen Gesichtspunkt zu Unrecht gerügt hat, ein anderer, nicht gerügter Aspekt sich aber gleichwohl als fehlerhaft erweist.

#### Ort der Widerspruchseinlegung
Der Widerspruch ist von dem Adressaten oder dem Dritten bei der Behörde zu erheben, die den anzufechtenden Verwaltungsakt erlassen hat (§ 70 Abs. 1 S. 1 VwGO,§ 84 Abs. 1 S. 1 SGG). Zulässig ist es auch, den Widerspruch bei der Widerspruchsbehörde einzulegen (§ 70 Abs. 1 S. 2 VwGO); das ist die Behörde, die den Widerspruchsbescheid zu erlassen hat (§ 73 Abs. 1 S. 2 und 3 VwGO). Wird der Widerspruch bei der Widerspruchsbehörde eingelegt, so leitet diese den Widerspruch der Ausgangsbehörde zu. Im Sozialrecht genügt zur Wahrung der Frist ferner, den Widerspruch bei einer anderen inländischen Behörde, einem Versicherungsträger, einer deutschen Konsularbehörde oder in den Fällen, in denen die Versicherung von Seeleuten Gegenstand des Verfahrens ist, bei einem deutschen Seemannsamt einzulegen (§ 84 Abs. 2 Satz 1 SGG).

### Ablauf des Widerspruchsverfahrens
Das Vorverfahren beginnt mit der Erhebung des Widerspruchs, § 69 VwGO, § 83 SGG, oder des Einspruchs.

#### Abhilfeprüfung durch die Ausgangsbehörde
Sodann nimmt die ursprünglich zuständige Behörde eine Abhilfeprüfung vor. Sie nimmt insoweit die Funktion der Abhilfebehörde wahr. Diese Prüfung erfolgt unabhängig davon, ob der Widerspruch bei der Ausgangsbehörde eingelegt wurde oder bei der Widerspruchsbehörde. Im letztgenannten Fall leitet die Widerspruchsbehörde den Widerspruch der Ausgangsbehörde zur Stellungnahme zu. Im Rahmen der Abhilfeprüfung untersucht die Ausgangsbehörde unter Berücksichtigung des Vorbringens aus dem Widerspruchsschreiben, ob sie am angegriffenen Bescheid festhält oder ob sie den Widerspruch für erfolgreich hält und den angegriffenen Bescheid aufheben bzw. den begehrten Verwaltungsakt erlassen will.
- Hält die Ausgangsbehörde den Widerspruch für begründet (d. h. den ursprünglich erteilten Bescheid für rechtswidrig oder unzweckmäßig), so hilft sie ihm ab, indem sie (im Anfechtungsfall) den angegriffenen Verwaltungsakt aufhebt oder (im Verpflichtungsfall) den begehrten Verwaltungsakt erlässt. In diesem Fall wird das Widerspruchsverfahren ohne Mitwirkung der Widerspruchsbehörde zugunsten des Widersprechenden abgeschlossen.
- Hilft die ursprünglich zuständige Behörde dem Widerspruch nicht ab, so legt sie den Widerspruch der Widerspruchsbehörde zur Entscheidung vor (aufschiebend bedingter Devolutiveffekt).

#### Entscheidung durch die Widerspruchsbehörde
Die Widerspruchsbehörde entscheidet im Regelfall durch einen Widerspruchsbescheid. Wenn auch die Widerspruchsbehörde dem Widerspruch nicht oder nur teilweise stattgibt, bescheidet sie den Widerspruchsführer insoweit ablehnend. Nach Maßgabe des Verwaltungsverfahrensrechts hat der Widerspruchsführer insoweit grundsätzlich die Kosten des Widerspruchsverfahrens zu tragen. Gegen den ursprünglichen Verwaltungsakt, in der Gestalt, die dieser durch den Widerspruchsbescheid gefunden hat, kann nun Anfechtungs- oder Verpflichtungsklage erhoben werden, wobei ebenfalls eine Frist seit Bekanntgabe des Widerspruchsbescheides einzuhalten ist.
Die Widerspruchsbehörde ist regelmäßig die der Abhilfebehörde vorgesetzte Behörde, es sei denn, die nächsthöhere Behörde ist eine oberste Bundes- oder Landesbehörde. Dann ist die Widerspruchsbehörde die oberste Behörde, welche den Ausgangsbescheid erlassen hat. Die Widerspruchsbehörde ist in Selbstverwaltungsangelegenheiten der Gemeinden und Kreise mit der Ausgangsbehörde identisch, wenn nicht der Landesgesetzgeber etwas Abweichendes bestimmt (z. B. bei Widersprüchen in Angelegenheiten des übertragen Wirkungskreises oder in Bezug auf die Rechtmäßigkeitsprüfung). In einigen Bundesländern entscheiden an Stelle der Widerspruchsbehörden auch kollegial besetzte Ausschüsse oder Beiräte.

### Inhalt der Widerspruchsentscheidung
Die Widerspruchsbehörde überprüft den angegriffenen Verwaltungsakt vollumfänglich auf seine Recht- und Zweckmäßigkeit. Sie darf ihre Überprüfung nicht auf die Gesichtspunkte beschränken, die der Widersprechende in seiner Widerspruchsbegründung vorgetragen hat, sondern muss von Amts wegen alle denkbaren Gründe für eine Rechtswidrigkeit untersuchen. Sie kann dem Widerspruch abhelfen oder den Widerspruch zurückweisen. Problematisch ist, ob die Widerspruchsbehörde auch eine über den angegriffenen Bescheid hinausgehende Entscheidung treffen kann, die den Adressaten zusätzlich belastet.

#### Allgemeines
Die Widerspruchsbehörde trifft mit dem Widerspruch eine neue Sachentscheidung, die dem angegriffenen Bescheid eine neue Gestalt gibt. Im Abwehrfall ist dieser „in Gestalt des Widerspruchsbescheides“ Gegenstand der Anfechtungsklage (§ 79 Abs. 1 VwGO). Die Widerspruchsbehörde kann, soweit nötig, im Rahmen ihrer Überprüfung eigene Sachverhaltsermittlungen anstellen. Sie muss neue Erkenntnisse berücksichtigen, die sich z. B. aus dem Widerspruchsschreiben ergeben können, es sei denn, der Widerspruchsführer hätte vor Erlass des angefochtenen Verwaltungsaktes oder nach Stellung des Antrages auf Erteilung eines solchen seine insbesondere im sozialrechtlichen Verwaltungsverfahren geregelten Mitwirkungspflichten verletzt.

#### Verböserung
Die Frage, ob die Widerspruchsbehörde auch dann rechtmäßig verfahre, wenn sie dem Widerspruchsführer einen Widerspruchsbescheid erteilt, der gegenüber dem ursprünglichen Verwaltungsakt eine selbständige zusätzliche Beschwer enthält, ist Gegenstand zahlreicher Meinungsstreitigkeiten. Die Rechtsprechung lässt eine Abweichung des Widerspruchsbescheids vom Ausgangsbescheid zum Nachteil des Widerspruchsführers (reformatio in peius) zu.
Im Einspruchsverfahren ist eine Verböserung unstreitig gesetzlich eingeräumt (§ 367 Abs. 2 Satz 2 AO). Die Finanzbehörde muss den Einspruchsführer jedoch zuvor auf diese Möglichkeit hinweisen und zur Sache anhören. Er kann seinen Einspruch dann gegebenenfalls zurücknehmen.
§ 367 Abs. 2 Satz 2 AO ist hingegen auf das Sozialverwaltungsverfahren nicht anwendbar. Hier kann eine Verböserung durch die Widerspruchsbehörde nur in dem Umfange erfolgen, wie auch die ursprünglich zuständige Behörde ihren Bescheid unter Beachtung des Vertrauensschutzes nachträglich wieder aufheben könnte.

### Form des Widerspruchsbescheids
Für den Widerspruchsbescheid bestehen keine gesetzlichen Formvorgaben, jedoch hat sich in der Praxis ein dem Urteil ähnlicher Aufbau entwickelt. Gemäß § 73 Abs. 3 S. 1 VwGO ist der verwaltungsrechtliche Widerspruchsbescheid zuzustellen. Im Sozialrecht ist laut § 85 Abs. 3 Satz 1 SGG schon die Bekanntgabe ausreichend.

### Besonderheiten

#### Beamtenrechtliche Widersprüche
Gemäß § 126 Abs. 2 BBG (Bundesbeamtengesetz) bzw. für Landes- und Kommunalbeamte gemäß § 54 Abs. 2 BeamtStG (Beamtenstatusgesetz) muss ein Beamter vor jeder Klage aus dem Beamtenverhältnis ein Vorverfahren durchführen, auch wenn dies in der VwGO nicht vorgesehen ist. § 126 Abs. 3 (Rahmengesetz zur Vereinheitlichung des Beamtenrechts – Beamtenrechtsrahmengesetz) ist zwar noch in Kraft, durch die obigen vorgehenden Neuregelungen jedoch weitgehend bedeutungslos geworden.

#### Verfahren in der Sozialverwaltung
Zu beachten ist, dass im Bereich des Sozialrechts spezialgesetzliche Regelungen gelten. Die Regeln des Vorverfahrens ergeben sich hier aus dem Sozialgerichtsgesetz (SGG), während sich die Vorschriften zum allgemeinen Verwaltungsverfahren im Zehnten Buch Sozialgesetzbuch – Sozialverwaltungsverfahren und Sozialdatenschutz – (SGB X) finden. Die Bestimmungen sind zwar in vielen Bereichen gleich oder jedenfalls ähnlich, dennoch können sich im Einzelfall nicht unerhebliche Abweichungen ergeben.

#### Hessen
Für das Land Hessen gilt: Vor der Entscheidung über Widersprüche bestimmter Verwaltungsakte ist der Widerspruchsführer durch einen Ausschuss zu hören. Die Einzelheiten sind in § 7 HessAGVwGO zu finden. Bei den in der Anlage zu § 16a HessAGVwGO genannten Fällen entfällt das Vorverfahren. Entfällt das Vorverfahren nicht, entscheidet die Behörde, die den Verwaltungsakt erlassen oder abgelehnt hat, auch über den Widerspruch, wenn die nächsthöhere Behörde das Regierungspräsidium oder die Wirtschafts- und Infrastrukturbank Hessen ist. (§ 16a Abs. 4 HessAGVwGO).

#### Niedersachsen
In Niedersachsen bedarf es vor Erhebung der Anfechtungsklage bzw. der Verpflichtungsklage abweichend von § 68 Abs. 1 Satz 1 VwGO keiner Nachprüfung in einem Vorverfahren § 80 Abs. 1, 2 Nds. JustG. Hiervon gibt es jedoch Ausnahmen, z. B. im Baurecht.

#### Bayern
In Bayern wurde im Regierungsbezirk Mittelfranken (VG Ansbach) ein Widerspruchsverfahren als Feldversuch vom 1. Juli 2004 bis 30. Juni 2006 überhaupt nicht durchgeführt. Bereits vor Ende der Laufzeit des Versuchs beschloss der Bayerische Landtag am 21. Juni 2007 das Vorverfahren in Bayern größtenteils ab dem 1. Juli 2007 abzuschaffen. So verbleibt für Betroffene nur noch eine Wahlmöglichkeit in Bereichen des Kommunalabgabenrechts, des Landwirtschaftsrechts, des Schulrechts, des Sozialrechts, des Landesbeamtenrechts sowie bei Prüfungsentscheidungen gemäß Art. 15 Abs. 1 BayAGVwGO dahingehend, ob sie zunächst einen Widerspruch einlegen wollen oder sofort Klage beim Verwaltungsgericht gegen den Bescheid erheben. Für alle übrigen Verfahren entfällt das Vorverfahren gemäß Art. 15 Abs. 2 BayAGVwGO. Zu beachten ist hierbei, dass sich dieser Wegfall nur auf Verfahren der Behörden des Freistaates Bayern, der Gemeinden und Gemeindeverbände und der sonstigen unter der Aufsicht des Freistaates Bayern stehenden juristischen Personen des öffentlichen Rechts bezieht.
Widerspruchsbehörde im Sinne von § 73 VwGO ist nach Art. 118 der Bayerischen Gemeindeordnung
1. in Angelegenheiten des eigenen Wirkungskreises die Rechtsaufsichtsbehörde, die dabei auf die Prüfung der Rechtmäßigkeit beschränkt ist; zuvor hat die Selbstverwaltungsbehörde nach § 72 VwGO auch die Zweckmäßigkeit zu überprüfen,
2. in Angelegenheiten des übertragenen Wirkungskreises die Fachaufsichtsbehörde; ist Fachaufsichtsbehörde eine oberste Landesbehörde, so entscheidet die Behörde, die den Verwaltungsakt erlassen hat.

#### Nordrhein-Westfalen
In Nordrhein-Westfalen wurde das Vorverfahren nach § 68 Abs. 1 Satz 1 VwGO durch das Zweite Bürokratieabbaugesetz grundsätzlich abgeschafft, vgl. § 110 Abs. 1 JustG NW (Justizgesetz Nordrhein-Westfalen). Ausnahmen bestehen für die in § 110 Abs. 2 JustG NW genannten Fälle sowie gem. § 110 Abs. 3 JustG NW bei Drittwidersprüchen. Auch andere Landesgesetze können Ausnahmen vorsehen, § 110 Abs. 4 JustG NW. So sieht § 103 Abs. 2 LBG NW (Landesbeamtengesetz Nordrhein-Westfalen) für Klagen der Berufsbeamten gegen gewisse Maßnahmen ein Widerspruchsverfahren vor.
Derzeit wird eine Neufassung des § 110 JustG vorbereitet, nach der ab dem 1. Januar 2015 das Widerspruchsverfahren in verschiedenen Bereichen wieder eingeführt werden soll. Nach Auffassung der Landesregierung habe sich gezeigt, dass der Rechtsschutz der Bürger in diesen Bereichen ohne ein Widerspruchsverfahren nicht ausreichend gewährleistet werde. Insbesondere das mit der Klage vor dem Verwaltungsgericht verbundene Kostenrisiko würde Menschen davon abhalten, Entscheidungen anzufechten, die sie für ungerechtfertigt hielten. Die partielle Wiedereinführung wird von den Gemeinden und Kreisen aufgrund der damit verbundenen Kosten überwiegend abgelehnt.

#### Rheinland-Pfalz
Rheinland-Pfalz hat von den in § 73 Abs. 1 Satz 2 Nr. 1 und 3 VwGO vorgesehenen Einschränkungen Gebrauch gemacht, nach denen ein Gesetz eine andere Widerspruchsbehörde für den Erlass des Widerspruchsbescheids für zuständig erklären kann („…soweit durch Gesetz nichts anderes bestimmt ist“).
Gemäß § 6 Abs. 1 Nr. 1 AGVwGO (Landesgesetz zur Ausführung der Verwaltungsgerichtsordnung) sind die Kreisrechtsausschüsse zuständige Widerspruchsbehörde, wenn sich der Widerspruch gegen einen Verwaltungsakt der
- Kreisverwaltung,
- einer der Kreisverwaltung nachgeordneten Behörde,
- einer Verbandsgemeindeverwaltung,
- der Gemeindeverwaltung einer kreisangehörigen Gemeinde oder
- der Behörde einer sonstigen der Aufsicht der Kreisverwaltung unterstehenden Körperschaft, Anstalt oder Stiftung des öffentlichen Rechts

richtet.
Gemäß § 6 Abs. 1 Nr. 2 AGVwGO ist der Stadtrechtsausschuss zuständige Widerspruchsbehörde, wenn sich der Widerspruch gegen einen Verwaltungsakt der
- Stadtverwaltung einer kreisfreien oder großen kreisangehörigen Stadt oder
- der Behörde einer ihrer Aufsicht unterstehenden Körperschaft, Anstalt oder Stiftung des öffentlichen Rechts richtet.

Kreis- und Stadtrechtsausschuss sind gemäß § 7 Abs. 1 Satz 2 Halbs. 2 AGVwGO weisungsunabhängige Organe dieser Gebietskörperschaften. Hieraus ergeben sich zweierlei Konsequenzen:
- Eine reformatio in peius kann durch den Kreis- oder Stadtrechtsausschuss nicht rechtmäßig erfolgen. Eine solche Verböserung im Widerspruchsverfahren kann nur dann zulässig sein, wenn die Widerspruchsbehörde entweder identisch mit der Ausgangsbehörde ist oder aber die Fachaufsicht über die Ausgangsbehörde besitzt. Indem die Ausschüsse aber weisungsunabhängige und damit eigenständige Organe sind, sind sie nicht personenidentisch mit der Ausgangsbehörde und besitzen auch kein Fachaufsichtsrecht. Eine reformatio in peius durch die Rechtsausschüsse ist daher wegen Verstoßes gegen die Behördenzuständigkeit formell rechtswidrig.[13]
- In bestimmten Fällen ist die Prüfungskompetenz der Rechtsausschüsse auf eine reine Rechtmäßigkeitskontrolle des Verwaltungsakts eingeschränkt. Dies ergibt sich aus § 6 Abs. 2 AGVwGO, der besagt, dass Verwaltungsakte, die von einer Verbandsgemeindeverwaltung, der Gemeindeverwaltung einer kreisangehörigen Gemeinde oder der Behörde einer sonstigen der Aufsicht der Kreisverwaltung unterstehenden Körperschaft, Anstalt oder Stiftung des öffentlichen Rechts in Selbstverwaltungsangelegenheiten erlassen worden sind, vom Rechtsausschuss nur auf ihre Rechtmäßigkeit nachgeprüft werden können. Das Gleiche gilt für Verwaltungsakte, die von der Behörde einer der Aufsicht der Stadtverwaltung nach § 6 Abs. 1 Nr. 2 AGVwGO unterstehenden Körperschaft, Anstalt oder Stiftung des öffentlichen Rechts erlassen worden sind. Der Rechtsausschuss kann daher den Verwaltungsakt nicht, wie im Widerspruchsverfahren wegen § 68 Abs. 1 VwGO üblich, sowohl auf Rechtmäßigkeit und Zweckmäßigkeit überprüfen, sondern nur anhand einer reinen Rechtmäßigkeitskontrolle die Übereinstimmung des Verwaltungsakts mit den gesetzlichen Vorgaben kontrollieren. Aus dieser reduzierten Prüfungsdichte ergeben sich seinerseits wieder zwei Konsequenzen:
  - Eine Widerspruchsbefugnis analog § 42 Abs. 2 VwGO kann nicht auch aus der Zweckwidrigkeit des Verwaltungsakts und einer damit verbundenen Interessenbeeinträchtigung hergeleitet werden; in den Fällen des § 6 Abs. 2 AGVwGO muss der Widerspruchsführer eine Rechtsverletzung behaupten, wie sie auch für Anfechtungs- bzw. Verpflichtungsklage erforderlich ist.
  - Durch die reduzierte Prüfungskompetenz kann die Widerspruchsbehörde keine eigenen Ermessenserwägungen anstellen, sondern überprüft die von der Ausgangsbehörde getroffenen Ermessenserwägungen nur auf Ermessensfehler, also auf Ermessensausfall, -überschreitung und -fehlgebrauch.

§ 6 Abs. 1 AGVwGO enthält seinerseits eine Einschränkung, nach der kraft Gesetzes eine andere als in diesem Paragraphen vorgesehene Widerspruchsbehörde zuständig sein kann. Ein Beispielsfall ist § 126 Halbs. 2 der rheinland-pfälzischen Gemeindeordnung. Für Maßnahmen der Kreisverwaltung als Kommunalaufsichtsbehörde gemäß § 118 Abs. 1 Satz 1 GemO müsste prinzipiell gemäß § 73 Abs. 1 Satz 2 Nr. 1 VwGO in Verbindung mit § 6 Abs. 1 Nr. 1a AGVwGO der Kreisrechtsausschuss den Widerspruchsbescheid erlassen. Da aber § 126 Halbs. 2 GemO zu § 6 Abs. 1 AGVwGO eine gesetzliche Ausnahmebestimmung ist, erlässt im Falle der Kommunalaufsicht durch die Kreisverwaltung die Aufsichts- und Dienstleistungsdirektion den Widerspruchsbescheid.

#### Sachsen-Anhalt
Das Land Sachsen-Anhalt hat mit Wirkung ab 25. Februar 2017 durch § 8a des Ausführungsgesetzes zur VwGO das Vorverfahren bei zahlreichen Verwaltungsentscheidungen abgeschafft.

## Weitere Fälle eines Vorverfahrens
Aber auch anderen Rechtsgebieten ist ein Vorverfahren geläufig. Dies sind insbesondere folgende Fälle:

### Einspruchsverfahren nach der Abgabenordnung
Der Steuerpflichtige kann hier gegen einen Steuerbescheid Einspruch einlegen.

### Vorschaltbeschwerde im Klageerzwingungsverfahren
Ein weiterer Fall eines Vorverfahrens wird eingeleitet mit der Einlegung der sog. Vorschaltbeschwerde durch den Verletzten im Klageerzwingungsverfahren.

### Gesetze zum Prozessrecht
- Verwaltungsgerichtsordnung (VwGO)
- Sozialgerichtsgesetz (SGG)
- Finanzgerichtsordnung (FGO)

### Gesetze zum materiellen Recht
- Verwaltungsverfahrensgesetz (VwVfG)
- Sozialgesetzbuch (SGB)
- Abgabenordnung (AO)